# NGC 966
NGC 966 est une galaxie lenticulaire relativement éloignée et située dans la constellation de la Baleine. NGC 966 a été découverte par l'astronome américain Francis Leavenworth en 1886.

## Caractéristiques
Sa vitesse par rapport au fond diffus cosmologique est de 9 892 ± 47 km/s, ce qui correspond à une distance de Hubble de 146 ± 10 Mpc (∼476 millions d'al).